# Mariano Abril y Ostalo
Mariano Abril y Ostalo ( San Juan, 25 de mayo de 1861 — San Juan, 5 de diciembre de 1935 ) fue un escritor y político puertorriqueño, autor de Amorosas (poesía), Autoridades de punta (comedia), El socialismo moderno (ensayo) y Un héroe de la independencia de España y América: Antonio Valera de Bernabé (cuento).

## Biografía
Como periodista, fue redactor del diario El Clamor del País, diario político popular publicado en la ciudad de San Juan. Además del trabajo realizado en esta publicación, también fue colaborador del diario La Democracia, llegando en 1895 a dirigir este medio. Debido a sus críticas al gobierno establecido, fue condenado por un Consejo de Guerra español y encarcelado.
Con el fin de la guerra hispanoamericana, Mariano Abril regresó a su país, Puerto Rico, donde colaboró en varias polémicas junto al líder conservador Luis Muñoz Rivera. Elegido miembro de la Cámara Legislativa por el distrito de Guayama ; inicialmente, en 1904 como miembro de la Cámara y luego en 1920 como senador .
Sus andanzas lo llevaron a convertirse en presidente de la Academia Puertorriqueña de Historia. Desde 1931 hasta su muerte ocupó el cargo de Historiador Oficial de Puerto Rico.